# Speedball (paintball)

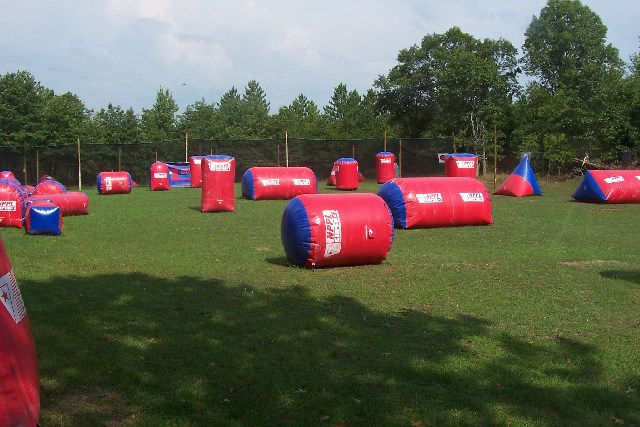
Pole do gry w speedball

Speedball – sportowa odmiana gry paintball. Gra odbywa się na ograniczonym wielkością polu z użyciem sztucznych przeszkód (balonów)- najczęściej dmuchanych – w ograniczonym czasie.
Formuła gry (zasady i liczba graczy) zależy od ligi, w jakiej rozgrywane są mecze.
W Europie istnieje jedna główna liga pro:
- NXL (NXL Europe)

Ponadto w krajach europejskich istnieją odmiany narodowych lig paintballowych, rozgrywane pod różnymi nazwami i w różnych formatach rozgrywek.
W Polsce działają trzy ligi speedballowe:
- PXL – Polish X-Ball League (drużyny pięcioosobowe)
- PLP – Polska Liga Paintballowa (drużyny pięcioosobowe)
- PL3 – Amatorska Liga Paintballowa (rozgrywki dla drużyn trzyosobowych)